# 努爾梅湖
努爾梅湖是愛沙尼亞的湖泊，由哈爾尤縣負責管轄，長0.8公里、寬0.7公里，面積0.21平方公里，集水區面積3.9平方公里，湖岸線長度2.2公里，最大水深1米。